# Rio da Fartura
O rio da Fartura é um curso de água que banha o estado do Paraná.